# Limoniaceae
Limoniaceae is een botanische naam, voor een familie van tweezaadlobbige planten. Een familie onder deze naam wordt zelden erkend door systemen voor plantentaxonomie, maar wel door het Dahlgrensysteem. Indien erkend gaat het om een heel kleine familie, met een vertegenwoordiger in Nederland: lamsoor (Limonium vulgare).
In de regel worden de betreffende planten ingedeeld in de familie Plumbaginaceae.